# Cetniewo
Cetniewo (kašubsky Cétniéwò, německy Cettnau) je část polského města Władysławowa v okrese Puck v Pomořském vojvodství. Známé je jako středisko přípravy polského olympijského týmu (Ośrodek Przygotowań Olimpijskich).
V meziválečném období byl v Cetniewu umístěn vojenský výcvikový tábor pro chlapce ve věku 15-17 let (Szkoła Starszych Przysposobienia Wojskowego). Výcvik se konal vždy v letních měsících, po ukončení školního roku.
V cetniewském sportovním středisku se konalo několik významných mezinárodních sportovních akcí, mezi jinými například Mistrovství Evropy ve vzpírání 1991 a 2006.
Název sídla měl v minulosti různé podoby:
- polsky: Czytniewo, Cetnewo, Cetnowo
- kašubsky: Cetnowò

Dopravní spojení zajišťuje silnice číslo 215, která sídlem prochází.